# Khyriv
Khyriv (em ucraniano:  Хи́рів, em polonês/polaco:  Chyrów) é uma cidade da Ucrânia, situada no Oblast de Leópolis. Tem 3,43 km² de área e sua população em 2020 foi estimada em 4.184 habitantes.